# Teors
A l'antiga Grècia, els teors (en grec antic: θεωροὶ) eren uns ambaixadors especials per celebrar ritus religiosos com ara consultar un oracle en nom de l'estat o representar-lo en un festival religiós per oferir sacrificis en terra estrangera.
A Atenes, els teors no existien formalment, però de temps en temps se'n nomenaven per dirigir ambaixades religioses a altres llocs, especialment als Jocs Olímpics, els Jocs Pitis, els Jocs Nemeus i els Jocs Ístmics, i també per anar a consultar l'oracle de Delfos i per dirigir la solemne processó a Delos on els atenesos van establir les Dèlies, un festival quadriennal. Les despeses d'aquestes ambaixades eren a càrrec de l'estat en una part i en una altra part a compte de ciutadans rics, que generalment eren els que dirigien les ambaixades. El cap de l'ambaixada representava l'estat i gaudia d'una certa esplendor, amb dret a portar corona daurada, conduir per la ciutat amb un magnífic carruatge i altres distincions. Els ambaixadors més famosos van ser Nícies, l'ambaixada del qual va ocasionar grans despeses, i Alcibíades, que va sorprendre els espectadors d'Olímpia per la magnificència del seu carruatge i cavalls i l'amplitud de la seva despesa. Els vaixells de Salamina usats per enviar ambaixades a Delos portaven també el nom de teors, i aquestos vaixells de vegades serviren per altres missions.
A alguns estats doris, com ara Egina, Trezè, Messènia i Mantinea, entre d'altres, els teors o tears (θεωροὶ, θεαροὶ en dòric) eren uns magistrats principals nomenats oficialment. A Esparta, els que feien aquestes funcions d'ambaixadors religiosos, bàsicament per consultar l'oracle de Delfos, rebien el nom de pitis (πύθιοι) i eren elegits pel rei.